# Petro Marko
Petro Marko, född 1913 i Dhërmi, död 1991, var en albansk författare med en förfluten historia som soldat i spanska inbördeskriget.
Marko studerade albansk litteratur och arbetade därefter som lärare i Saranda. Han grundade en tidning kallad Bashkimi och satt fängslad i två år. I fängelset ägnade han sig åt att skriva och översätta.
Teatern i Vlora är uppkallad efter honom.